# Katherine Tai
Katherine Chi Tai (1974) é uma advogada americana que atua como conselheira comercial do Comité de Caminhos e Meios da Câmara dos Estados Unidos. A 10 de dezembro de 2020, o presidente eleito Joe Biden anunciou sua intenção de nomear Tai como Representante de Comércio dos Estados Unidos, uma posição sujeita à confirmação do Senado. Foi confirmada pelo Senado por 98-0 em 17 de março de 2021.

## Juventude e educação
Tai nasceu em Connecticut e cresceu em Washington, DC, onde estudou na Sidwell Friends School. Os seus pais imigraram de Taiwan para os Estados Unidos. Tai formou na Universidade de Yale com um Bachelor de história nas artes e ganhou um Juris Doctor da Harvard Law School. Ela ensinou inglês na Sun Yat-sen University como Yale-China Fellow por dois anos.[carece de fontes?]

## Carreira
De 2007 a 2014, Tai atuou no Escritório de Conselheira Geral do Representante Comercial, tornando-se conselheira-chefe para a fiscalização do comércio da China de 2011 até sua saída. No Escritório do Conselho Geral, ela trabalhou em casos de comércio na Organização Mundial do Comércio. Em 2014, ela tornou-se advogada comercial do Comitê de Maneiras e Meios da Câmara. E foi nomeada conselheira comercial chefe em 2017.
Durante o mandato de Tai com o Comitê de Formas e Meios, ela desempenhou um papel significativo nas negociações da Câmara com a administração Trump em relação ao Acordo Estados Unidos-México-Canadá (USMCA), defendendo disposições trabalhistas mais rígidas. A Associated Press descreveu-a como uma "pragmática na solução de problemas de política comercial".

## Administração Biden
Katherine Tai foi escolhida pelo Presidente eleito Joe Biden para ser a Representante de Comércio dos Estados Unidos.[carece de fontes?]